# Sik-K (rapper)
Kwon Min-sik (tiếng Hàn: 권민식;sinh ngày 26 tháng 2 năm 1994) hay còn được biết đến với tên Sik-K (tiếng Hàn: 식케이). Anh được biết đến qua các bài hát nổi bật như Eung freestyle, "party (SHUT DOWN)”, "Skip and Kiss" (그래 그냥 내게 바로).

## Tiểu sử và Sự nghiêp

### Tiểu sử
Sik-K sinh ngày 26 tháng 2 năm 1994 tại Seoul, Hàn Quốc. Anh đã từng sống ở Vancouver, Canada khoảng 4 năm khi anh học trung học. Tên Sik-K của anh lấy từ tên khai sinh Sik (Min-Sik) và K (Kwon).Anh từng học trường trung học cơ sở Balsan và theo học trường trung học Tiến sĩ Charles Best khi còn nhỏ và sau đó theo học chuyên ngành Quản lý tại Đại học Sejong. Anh đã tốt nghiệp trường Đại học Sejong.Sik-K còn là một trong những fan đời đầu của Big Bang.Trước khi ký kết với H1GHR MUSIC, anh là thành viên của hiphop crew Yelows Mob bao gồm GroovyRoom (Lee Hwimin, Park Gyujeong), Jung Sungmin, Jung Gwangmin, Sik-K, Mac Kidd, Lee Gwangmin (model), Naeezy, Baek Jaehoon và Lee Thomas và anh cũng là thành viên của crew OTC (Outside the Circle) cùng với GroovyRoom (Lee Hwimin, Park Gyujeong).

### Sự nghiệp
Anh đã từng xuất hiện trên chương trình rap Show Me the Money mùa 2 với tư cách là thí sinh nhưng bị loại ở vòng battle 1:1. Sau đó, anh lại một lần nữa xuất hiện ở Show Me the Money mùa 4 với tư cách là thí sinh và đã dừng lại ở TOP 12 của chương trình.Sau khi rời Grandline Entertainment, anh đã ra mắt bài hát “Fly” và ký kết với H1GHR MUSIC trong năm 2017.Năm 2018, anh xuất hiện trên High School Rapper 2 với tư cách là người featuring trong bài “붕붕” (Boong Boong)của HAON trong đêm chung kết.Vào ngày 11 tháng 6 năm 2020, Sik-K đã phát hành album Headliner.Trước khi nhập ngũ, anh đã cùng các thành viên trong label cho ra album tổng hợp là H1ghr: Red Tape và H1ghr: Blue Tape. Anh đã hợp tác với nhiều ca sĩ nổi tiếng như Jay Park, Crush, HAON, MAMAMOO‘s Wheein, Jeong Sewoon,… Rất nhiều các bài hát của Sik-K được sản xuất bởi GroovyRoom ( nghệ sĩ cùng label) 

## Đời sống cá nhân
Ngày 29 tháng 6 năm 2020, anh chính thức nhập ngũ.

## Âm nhạc

### Album và đĩa nhạc
- FLIP

1. Zero F**ks Is Given
2. Cha Cha (차차)
3. Rendezvous (랑데뷰)
4. No Where" (feat. Loco)
5. Act Different (다른척해)(feat. Mac Kidd)
6. God Damn
7. Habibi
8. Don`t Play (feat. Punchnello)
9. I Call It Love
10. Alcohol (알콜은 싫지만 주면 마실 수 밖에)(feat. Jay Park)
- H.A.L.F (Have.A.Little.Fun)

1. Ring Ring (feat. Gaeko)
2. party (Shut Down) (feat. Crush)
3. FLY
4. Henny
5. Chit Chat Ting (feat. Herr Nayne)
6. Too Many (feat. Jay Park)
7. Interlude: 24 7 365
8. XYZ
9. 아주 조금 (A Lil Bit) (feat. The Quiett & Simon Dominic)
10. 이해해줘 (Somebody Else)
- BOYCOLD

1. 너의 밤 (Your Night) (Prod. BOYCOLD)
2. 이어폰 (Earphone) (Prod. BOYCOLD)
3. 내일 모레 (Get That Money) (Prod. BOYCOLD)
4. EX (Feat. Cha Cha Malone) (Prod. BOYCOLD)
- TRAPART

1. 이런 Young Boy (Prod. GroovyRoom)
2. YeLowS Gang (Feat. Herr Nayne, Woodie Gochild) (Prod. GroovyRoom) *Title
3. F**K IT UP (Prod. Vangdale)
4. 어디야 (Link Up) (Prod. BOYCOLD)
5. Another 0 (Feat. The Quiett) (Prod. GroovyRoom)
6. Never Know (Feat. Loco) (Prod. Vangdale)
7. lil baby (Prod. BOYCOLD)
8. not my TYPE (Prod. BOYCOLD)
9. Boomin` (Feat. Loopy) (Prod. Vangdale)
10. 마음이 Choppy (Feat.Herr Nayne) (Prod.BOYCOLD)
- FL1P

1. FLIP: FL1P
2. NOIZY *Title
3. 19 Cayenne Freestyle *Title
4. Vanessa (Feat. Crush)
5. Love Aches
6. Fxck.That.Flower
7. Outta My Head
8. Mi Casa Es Tu Casa (Feat. Jessi & The Quiett)
9. XIBAL
10. ADDICT
11. FIRE
12. Runnin'
13. R.I.P (Rest In Party)
- S.O.S (Sink Or Swim)[9]

1. Drowning (Prod. GXXD)
2. Two Everything (Feat. 기리보이) (Prod. GXXD) *Title
3. 침대 노래 (Wet The Bed) (Prod. GXXD) *Title
4. Goin' Up (Prod. GXXD)
5. Summer Snack (Feat. The Quiett) (Prod. GXXD)
- Officially OG[10]

1.VJ IS CLASSIC (Prod. GooseBumps)
2. NO HOOK (Feat. Paloalto & The Quiett) (Prod. GooseBumps)
3. 몰라 (HEAR ME) (Prod. GooseBumps) *Title
4. 30분 (30MIN) (Feat. Simon Dominic) (Prod. GooseBumps)
5. SOAP SEOUL (Prod. GooseBumps)
6. “SEASON OFF” (Prod. GooseBumps)
7. DO MAIN 2020 (Feat. Lil Boi, Ugly Duck, ZICO, TakeOne) (Prod. GooseBumps)
- Headliner[11]

1. DARLING (Feat Crush) *Title
2. NEW LOVE
3. SHE'S GONE
4. ADDY (어디) (Feat. MOON)
5. TOO PICKY
6. 12:45 (너가 보고싶다)
7. NIRVANA
8. BAE
9. IBTFY (Feat. pH-1)

### Singles
| Năm  | Tựa đề                                | Nghệ sĩ                                | Album                       |
| ---- | ------------------------------------- | -------------------------------------- | --------------------------- |
| 2015 | "Better Life"                         | Sik-K                                  |                             |
| 2015 | "Untitled" (제목미정)                 | Sik-K feat Crucial Star, Taylor        |                             |
| 2016 | "I Call It Love"                      | Sik-K                                  | FLIP                        |
| 2016 | "No Where"                            | Sik-K feat. Loco                       | FLIP                        |
| 2016 | "Rendezvous" (랑데뷰)                 | Sik-K                                  | FLIP                        |
| 2016 | "Ring Ring"                           | Sik-K feat Gaeko                       | H.A.L.F (Have.A.Little.Fun) |
| 2017 | "Fly"                                 | Sik-K                                  | H.A.L.F (Have.A.Little.Fun) |
| 2017 | "Party (Shut Down)"                   | Sik-K feat. Crush                      | H.A.L.F (Have.A.Little.Fun) |
| 2017 | "Your Night" (너의 밤)                | Sik-K                                  | BOYCOLD                     |
| 2018 | "Choppy" (마음이)                     | Sik-K feat. Herr Nayne                 | TRAPART                     |
| 2018 | "Yellows Gang"                        | Sik-K feat. Herr Nayne, Woodie Gochild | TRAPART                     |
| 2018 | "Skip and Kiss" (그래 그냥 내게 바로) | Sik-K                                  | YOUTH.WIT.PURPOSE           |
| 2018 | "Xibal" (X발)                         | Sik-K                                  | FL1P                        |
| 2018 | "Fire"                                | Sik-K                                  | FL1P                        |
| 2019 | "Addict"                              | Sik-K                                  | FL1P                        |
| 2019 | "Noizy"                               | Sik-K                                  | FL1P                        |
| 2019 | "WHY YOU?" (Prod. GXXD)               | Sik-K                                  |                             |
| 2019 | Is It Love? (Prod. GXXD)              | Sik-K Feat. MOON                       |                             |
| 2020 | "TELL YA!"                            | Sik-K                                  | Headliner                   |
| 2020 | "RSVP"                                | Sik-K                                  | Headliner                   |

### Collab/Featured
| Năm  | Tựa đề                             | Nghệ sĩ                                                        | Album            | Ghi chú               |
| ---- | ---------------------------------- | -------------------------------------------------------------- | ---------------- | --------------------- |
| 2015 | "Respect"                          | Sik-K with Lil Boi, Geegooin feat. Loco, Gray, DJ Pumpkin      |                  | Show Me the Money 4   |
| 2016 | "Stylin'"                          | Sik-K with Supreme Boi, Elles                                  |                  |                       |
| 2016 | EUNG FREESTYLE (응프리스타일)      | SiK-K with DPR Live, Punchnello, OWEN OVADOZ, Flowsik          |                  |                       |
| 2017 | "Decalcomanie" (데칼코마니)        | Sik-K with Imlay                                               |                  | SM Station Season 2   |
| 2017 | "Just U"                           | Sik-K with Jeong Se-woon                                       | Ever             |                       |
| 2017 | "Iffy"                             | Sik-K with PH-1, Jay Park                                      |                  |                       |
| 2017 | "My Wave"                          | Basick feat. Sik-K                                             | Foundation Vol.4 |                       |
| 2017 | "City Love" (한강이 바다라면)      | Ja Mezz feat. Loco, Sik-K                                      |                  |                       |
| 2017 | "Yacht"                            | Jay Park feat. Sik-K                                           |                  |                       |
| 2017 | "XINDOSHI"                         | Groovy Room feat. Sik-K, Loopy, Masta Wu, Kim Hyo-eun          | EVERYWHERE       |                       |
| 2017 | "VVIP"                             | Jo Woo-chan feat. Sik-K, Gaeko                                 |                  | Show Me the Money 6   |
| 2017 | "Tru"                              | Jung Jin Hyeong feat. Sik-K                                    |                  |                       |
| 2017 | "I'm Good"                         | Bumzu feat. Sik-K                                              | 27               |                       |
| 2018 | "All Night" (까만밤)               | Sik-K with Soyou                                               |                  | Re:Fresh              |
| 2018 | "119 Remix"                        | Sik-K with Various Artists                                     |                  |                       |
| 2018 | "Muse"                             | Woodie Gochild feat. Jay Park Sik-K                            | #GOCHILD         |                       |
| 2018 | "Penthouse"                        | pH-1 feat. Sik-K                                               |                  |                       |
| 2018 | "All Day" (온 종일)                | DinDin feat. Sik-K, JUNIK                                      |                  |                       |
| 2018 | "Boong-Boong" (붕붕)               | Haon feat. Sik-K                                               |                  | High School Rapper 2  |
| 2018 | "Easy"                             | Wheein feat. Sik-K                                             |                  |                       |
| 2018 | "Foreign Xchange"                  | Jarv Dee feat. Sik-K                                           | Safe Travels     |                       |
| 2018 | "Play Me"                          | Woogie feat. Sik-K, Penomeco                                   |                  |                       |
| 2018 | "Murder Mami"                      | Avatar Darko feat. Sik-K, Ted Park                             |                  |                       |
| 2018 | "Watch Me Ballin'" (빌어먹을 인연) | Coogie feat. Sik-K                                             |                  | Show Me the Money 777 |
| 2018 | "Girlfriend" (여자친구)            | Verbal Jint feat. Sik-K                                        |                  |                       |
| 2018 | "Tragic Tragedy"                   | Goosebumps feat. Sik-K, Coogie                                 |                  |                       |
| 2018 | "Stingray" (가오리)                | Vinxen feat. Sik-K                                             | BOYCOLD 2        |                       |
| 2019 | "Giddy Up"                         | Sik-K with Haon, pH-1, Woodie Gochild and Jay Park             |                  | Dingo X H1ghr Music   |
| 2019 | "Finish Line Remix"                | Jay Park feat. pH-1, Woodie Gochild, Haon, Avatar Darko, Sik-K |                  |                       |
| 2019 | "Just A Lil Bit"                   | JP THE WAVY feat. Sik-K                                        |                  |                       |
| 2020 | "Gang Official Remix"              | Sik-K with pH-1, Jay Park and Haon                             |                  |                       |
| 2020 | "tell me tell me"                  | m-flo&Sik-K & eill & Mukai Taichi                              |                  |                       |

### MV
| Năm  | Tựa đề                                                                          | Album                       |
| ---- | ------------------------------------------------------------------------------- | --------------------------- |
| 2015 | "Better Life"                                                                   | My Man                      |
| 2016 | "알콜은 싫지만 주면 마실 수 밖에" ("Alcohol") (feat. Jay Park)                  | FLIP                        |
| 2016 | "랑데뷰" ("Rendezvous")                                                         | FLIP                        |
| 2017 | "FLY" (prod. Groovy Room)                                                       | H.A.L.F (Have.A.Little.Fun) |
| 2017 | "party (SHUT DOWN)" (feat.Crush)                                                | H.A.L.F (Have.A.Little.Fun) |
| 2017 | "내일 모레" ("Get that Money") (Prod. BOYCOLD)                                  | BOYCOLD                     |
| 2017 | "너의 밤" ("Your Night") ( Prod. BOYCOLD)                                       | BOYCOLD                     |
| 2017 | "이어폰" ("Earphone") (Prod. BOYCOLD)                                           | BOYCOLD                     |
| 2018 | "YeLowS Gang" (feat. Herr Nayne, Woodie Gochild) (prod. GroovyRoom)             | TRAPART                     |
| 2018 | "그래 그냥 내게 바로" ("Skip And Kiss") (Prod. GroovyRoom)                      | youth.wit.purpose           |
| 2018 | "FIRE" (Prod. GroovyRoom)                                                       | FL1P                        |
| 2019 | "ADDICT" (Prod. Girlnexxtdoor)                                                  | FL1P                        |
| 2019 | "NOIZY" (Prod. GroovyRoom)                                                      | FL1P                        |
| 2019 | "LOVE ACHES + VANESSA" (Prod. BOYCOLD)                                          | FL1P                        |
| 2019 | "WATER" (Feat. Woodie Gochild, pH-1, 김하온(HAON), Jay Park) (Prod. GooseBumps) |                             |
| 2019 | "침대 노래(Wet The Bed)" (Prod. GXXD)                                           | S.O.S (Sink or Swim)        |
| 2020 | TELL YA!, DARLING (Feat. Crush) Short Film                                      | Headliner                   |

## Giải thưởng và đề cử
| Năm  | Giải thưởng           | Hạng mục                  | Tác phẩm                                                                  | Kết quả   |
| ---- | --------------------- | ------------------------- | ------------------------------------------------------------------------- | --------- |
| 2017 | Korean Hip-hop Awards | New Artist of the Year    |                                                                           | Đề cử     |
| 2017 | Korean Hip-hop Awards | Collaboration of the Year | Eung Freestyle"(응 프리스타일)-DPR Live, Sik-K, Punchnello, Owen, Flowsik | Đoạt giải |
| 2018 | Korean Hip-hop Awards | Artist of the Year        |                                                                           | Đề cử     |